# Kroatische Badmintonmeisterschaft 2021
Die Kroatische Badmintonmeisterschaft 2021 fand am 9. Dezember 2021 in Čakovec statt.

## Medaillengewinner
| Disziplin    | Gold                        | Silber                        | Bronze                          |
| ------------ | --------------------------- | ----------------------------- | ------------------------------- |
| Herreneinzel | Filip Špoljarec             | Josip Uglešić                 | Luka Ban                        |
| Herreneinzel | Filip Špoljarec             | Josip Uglešić                 | Borna Vadlja                    |
| Dameneinzel  | Jelena Buchberger           | Matea Čiča                    | Dora Drvodelić                  |
| Dameneinzel  | Jelena Buchberger           | Matea Čiča                    | Inga Sadaić                     |
| Herrendoppel | Luka Ban Filip Špoljarec    | Luka Grubić Borna Vadlja      | Filip Antunović Vito Buchberger |
| Herrendoppel | Luka Ban Filip Špoljarec    | Luka Grubić Borna Vadlja      | Dominik Doko Filip Jagar        |
| Damendoppel  | Matea Čiča Katarina Galenić | Dora Dragčević Dora Drvodelić | Ira Martinuš Inga Sadaić        |
| Damendoppel  | Matea Čiča Katarina Galenić | Dora Dragčević Dora Drvodelić | Luna Šaban Iva Sulić            |
| Mixed        | Luka Ban Dora Drvodelić     | Josip Uglešić Inga Sadaić     | Borna Car Matea Čiča            |
| Mixed        | Luka Ban Dora Drvodelić     | Josip Uglešić Inga Sadaić     | Filip Jagar Dora Dragčević      |